# Трекляно (община)
Община Трекляно се намира в Западна България и е една от съставните общини на област Кюстендил.

## География

### Географско положение, граници, големина
Общината е разположена в най-северозападната част на област Кюстендил. С площта си от 237,6 km2 заема 5-о място сред 9-те общини в областта, което съставлява 7,79% от територията на областта. Границите ѝ са следните:
- на север – община Трън, област Перник;
- на изток – община Земен, област Перник;
- на юг – община Кюстендил;
- на запад – Република Сърбия.

### Природни ресурси

#### Релеф
Релефът на община Трекляно е ниско и средно планински и изцяло попада в пределите на историко-географската област Краище.
На територията ѝ се простират изцяло или частично части от шест планини.
Средата на общината се заема от Кобилска планина. Тя се простира между Треклянска река и десният ѝ приток Добридолска река на изток и юг, река Уйнещица (ляв приток на Драговищица, от басейна на Струма) на запад и Бъзовичка река и десният ѝ приток Метохийска река на север. На запад в района на село Уши се свързва с Изворска планина, а на юг, северно от село Брест – със Земенска планина. Най-високата ѝ точка е връх Бели камък (1356 m), разположен западно от село Габрешевци.
От юг на север, по границата с Република Сърбия, в пределите на община Трекляно попадат източните части на три планини. На север от долината на река Драговищица и на запад от левия ѝ приток Уйнешка река е разположена Изворска планина. В района на село Уши се свързва с Кобилска планина, а югозападно от село Долно Кобиле чрез седловината Славчето – с Милевска планина. Нейната максимална височина е граничният връх Плоча 1242 m, издигащ се западно от село Горни Коритен.
Районът северно от седловината Славчето, до границата с Република Сърбия на запад и Треклянска река на изток, се заема от източните разклонения на Милевска планина. Тази планина заема около 1/3 от цялата територия на общината и в нея се намира най-високата ѝ точка – връх Милевец (1733 m), разположен на държавната ни граница, югозападно от село Метохия.
В най-северозападния ъгъл на общината, на границата със Сърбия и община Трън се намира Царичка планина. Чрез високи седловини те се свързва на юг с Милевска планина, а на север – с планината Кървав камък. Нейният най-висок връх Острица (1671 m) се издига северозападно от село Драгойчинци, на граничната бразда.
По източната периферия на община Трекляно са разположени части от други две планини. На изток от долината на Треклянска река до границата с област Перник се простират западните склонове на Пенкьовска планина. Най-високата ѝ точка в пределите на общината е връх Златовършец (1182 m), намиращ се североизточно от село Косово, на границата с община Трън.
Югоизточните предели на общината са заети от северните части на Земенска планина. На северозапад, в района на село Брест тя се свързва чрез седловина с Кобилска планина. Най-високият ѝ връх Тичак (1295 m) се издига североизточно от село Добри дол.
Източно от село Габрешевци, в коритото на Треклянска река се намира най-ниската точка на община Трекляно – 700 m н.в.

#### Води
Най-голяма река в община Трекляно е Треклянска река (десен приток на Струма). Тя протича през общината с част от горното и част от средното си течение през селата Косово, Трекляно и Габрешевци в дълбока долина със стръмни склонове. На изток и север от нея е разположена Пенкьовска планина, а на запад и юг – Милевска, Кобилска и Земенска планина. Основните ѝ притоци са десни – Бъзовичка река с десния си приток Метохийска река, която се влива в нея при село Трекляно, и Добридолска река, вливаща се в нея при село Габрешевци.

## Население

### Етнически състав (2011)
Численост и дял на етническите групи според преброяването на населението през 2011 г.:
|                     | Численост | Дял (в %) |
| Общо                | 629       | 100,00    |
| Българи             | 613       | 97,46     |
| Турци               | –         | -         |
| Цигани              | 12        | 1,91      |
| Други               | 1         | 0,16      |
| Не се самоопределят | 1         | 0,16      |
| Неотговорили        | 2         | 0,32      |

### Населени места
Общината има 19 населени места с общо население 434 души към 7 септември 2021. Тя е най-малката по население община в България. Населението се увеличава през периода април-септември, когато по родните места се завръщат възрастните хора, прекарали зимата в градовете при деца и внуци.
| Населено място | Население (2021 г.) | Площ на землището, km2 | Забележка (старо име) | Населено място | Население (2021 г.) | Площ на землището, km2 | Забележка (старо име)          |
| -------------- | ------------------- | ---------------------- | --------------------- | -------------- | ------------------- | ---------------------- | ------------------------------ |
| Брест          | -                   | 5,964                  |                       | Киселица       | 12                  | 12,031                 |                                |
| Бъзовица       | 9                   | 8,927                  | Бозовица              | Косово         | 11                  | 24,690                 |                                |
| Габрешевци     | 25                  | 10,106                 |                       | Метохия        | 3                   | 13,033                 |                                |
| Горни Коритен  | 14                  | 14,887                 |                       | Побит камък    | -                   | 3,946                  | Побиен камък                   |
| Горно Кобиле   | 2                   | 2,590                  |                       | Средорек       | 42                  | 11,100                 | Средореки                      |
| Добри дол      | 19                  | 24,247                 |                       | Сушица         | 20                  | 24,539                 |                                |
| Долни Коритен  | 17                  | -                      | в з-щето на с. Сушица | Трекляно       | 195                 | 28,461                 |                                |
| Долно Кобиле   | 7                   | 6,387                  |                       | Уши            | 15                  | 15,394                 |                                |
| Драгойчинци    | 4                   | 23,804                 | Кадревица             | Чешлянци       | 8                   | 8,357                  |                                |
| Злогош         | 31                  | 21,559                 |                       | ОБЩО           | 434                 | 237,600                | 1 населено място е без землище |

## Административно-териториални промени
- през 1946 г. – осъвременено е името на с. Бозовица на с. Бъзовица без административен акт;
- МЗ № 251/обн. 06.03.1946 г. – признава н.м. Средореки (от с. Драголевци) за отделно населено място с. Средореки;
- Указ № 21/обн. 27 януари 1953 г. – заличава селата Драголевци и Лечевци и ги присъединява като квартали на с. Средореки;
- Указ № 317/обн. 13.12.1955 г. – заличава с. Царица и го присъединява като квартал на с. Побиен камък;
- Указ № 183/обн. 14.05.1957 г. – признава н.м. Въшчукар (от с. Чешлянци) за отделно населено място – м. Въшчукар;
- Указ № 960/обн. 4 януари 1966 г. – осъвременява името на м. Въшчукар на м. Възчукар;

– осъвременява името на с. Побиен камък на с. Побит камък;
– уточнява името на с. Средореки на с. Средорек;
- Указ № 757/обн. 08.05.1971 г. – заличава м. Възчукар и я присъединява като квартал на с. Метохия;

– заличава м. Гелчина и я присъединява като квартал на с. Киселица;
- Указ № 2294/обн. 26.12.1978 г. – заличава с. Шатковица поради изселване.

## Транспорт
През общината преминават частично 4 пътя от Републиканската пътна мрежа на България с обща дължина 50,6 km:
- последният участък от 2 km от Републикански път III-623 (от km 67 до km 69,0);
- участък от 21,3 km от Републикански път III-637 (от km 36.2 до km 57,5);
- последният участък от 16,7 km от Републикански път III-6012 (от km 6,9 до km 23,6);
- последният участък от 10,6 km от Републикански път III-6372 (от km 24,5 до km 35,1).

## Топографска карта
- Лист от карта K-34-57. Мащаб: 1 : 100 000.
- Лист от карта K-34-58. Мащаб: 1 : 100 000.